# Zerstörer Typ G 101
Die Zerstörer vom Typ G 101 waren vier Boote, die 1912 von der Argentinischen Marine bei der Germaniawerft in Kiel bestellt wurden. Bei Ausbruch des Ersten Weltkriegs befanden sich die bestellten Groß-Zerstörer noch auf den Helgen und wurden vom Deutschen Reich für die Kaiserliche Marine beschlagnahmt. Die Boote waren ab 1915 bei der Hochseeflotte im Einsatz, nahmen an der Skagerrakschlacht teil, führten 1917 erfolgreich Handelskrieg und mussten 1918 mit der Hochseeflotte nach Scapa Flow ausgeliefert werden.

## Baugeschichte
Die argentinische Marine hatte 1910 zwölf Großzerstörer in Europa bestellt. Je vier Aufträge gingen an Großbritannien, Frankreich und Deutschland. Alle Boote waren etwa 90 m lang und sollten mit Turbinenantrieb 32 Knoten laufen. Die Antriebsanlagen waren verschieden. Einheitlich sollte die Bewaffnung aus vier 102-mm-Schnellfeuergeschützen amerikanischer Fertigung und vier 533-mm-Torpedorohren bestehen.

Die Panthir

Die in Großbritannien in Auftrag gegebenen Boote wurden alle bei Cammell Laird in Birkenhead bestellt und liefen zwischen Februar und Juli 1911 vom Stapel. Bei den Tests ergaben sich erhebliche Mängel bezüglich der geforderten Geschwindigkeit, die argentinische Regierung weigerte sich, den ausgehandelten Preis zu zahlen, und verweigerte schließlich die Abnahme der Boote. Der Werft gelang es mit Vermittlung der britischen Regierung am 12. September 1912, die vier Boote für £ 148.000 nach Griechenland zu verkaufen, wo sie nach Wildtieren benannt wurden und sich sehr bewährten. Die Boote wurden in den 1920er Jahren in Großbritannien modernisiert. Drei überstanden noch den Zweiten Weltkrieg, in dem ein Boot verlorenging.
Nach diesem Verkauf bestellte Argentinien vier neue Boote in Deutschland, die alle auf der Germaniawerft gebaut werden sollten, die vom Ursprungsauftrag schon zwei Boote gebaut hatte.

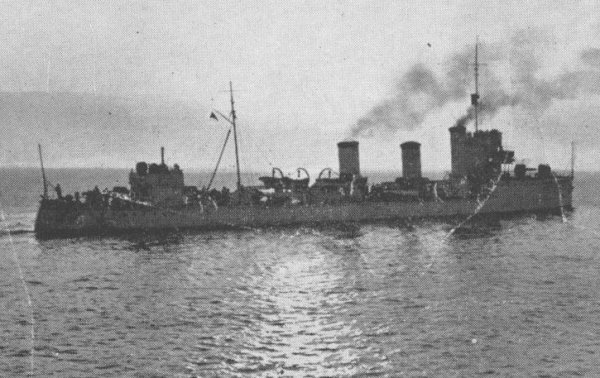
Die Jujuy

Die bei Germania gebauten Catamarca und Jujuy verdrängten 995 bzw. 1357 t. Sie hatten eine Länge von 88,1 m über alles, waren 8,2 m breit und hatten einen Tiefgang von 2,6 m. Im Januar und März 1911 liefen sie vom Stapel, wurden im April 1912 von der argentinischen Marine übernommen und mit den bei Schichau gebauten La Plata und Córdoba zum 5. Juli 1912 nach Buenos Aires überführt. Die vier deutschen Boote blieben die einzigen Zerstörer der argentinischen Flotte aus den von ihr vergebenen Vorkriegsaufträgen.
Die Ersatzbauten für die ursprünglich in Großbritannien bestellten Boote sollten etwas größer werden. Die neuen Boote wurden im April 1913 bei der Germaniawerft bestellt, waren 95,3 m lang, 9,5 m breit und hatten einen Tiefgang von 3,8 m bei einer Verdrängung von 1.116 t (maximal 1.734 t). Mit von der Bauwerft gefertigten Turbinen und einer reinen Ölfeuerung sollten die Boote bis zu 28.000 PS entwickeln und eine Höchstgeschwindigkeit von 33,5 kn erreichen. Zusätzlich sollten sie zwei Marschmotoren zu je 900 PS erhalten. Als Bewaffnung waren wieder vier 102-mm-Kanonen von Bethlehem Steel vorgesehen. Die Torpedobewaffnung sollte verstärkt werden, und neben den beiden Zwillingstorpedorohren auf dem Achterschiff sollten auch noch zwei Einzelrohre weiter vorn installiert werden. Auf den Booten wurde auch eine Einrichtung zum Werfen von bis zu 24 Seeminen vorgesehen.
Als der Erste Weltkrieg ausbrach, war noch keines der neuen Boote vom Stapel gelaufen. Sie wurden vom Deutschen Reich am 6. August 1914 beschlagnahmt und als Großes Torpedoboot mit den Kennungen G 101–G 104 unter Verzicht auf die Motorenanlage fertiggebaut und übernommen, wurden aber auch teilweise offiziell als Zerstörer bezeichnet. Sie liefen zwischen dem 12. August und dem 28. November 1914 vom Stapel und kamen zwischen dem 4. März und 5. Juni 1915 in den Dienst der Kaiserlichen Flotte.

### Einsatzgeschichte

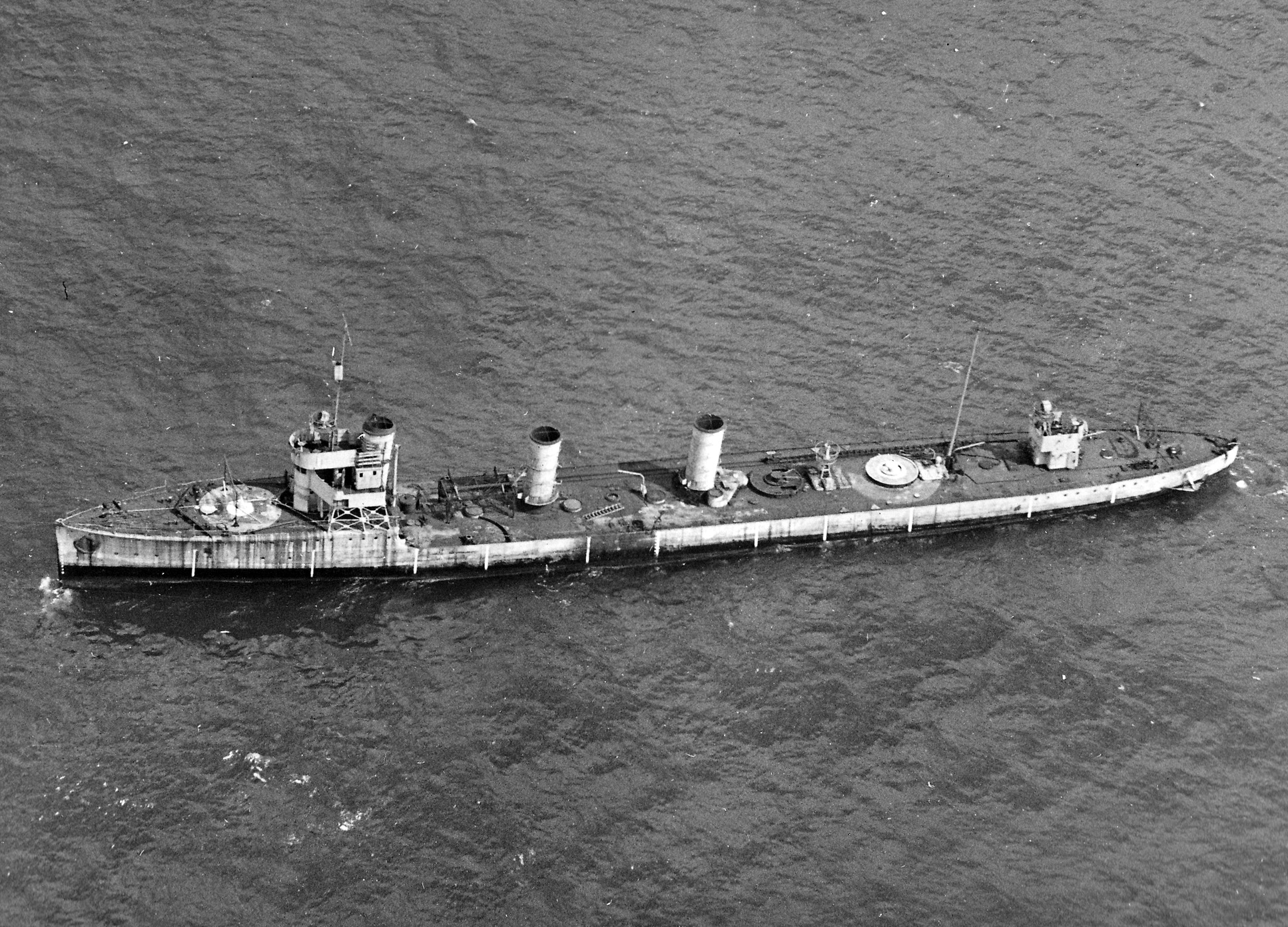
Der demobilisierte Zerstörer G 102 nach dem Krieg

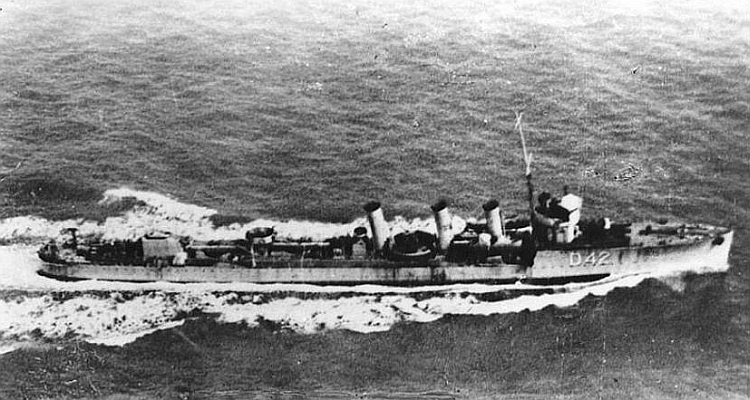
Zerstörer der Admiralty-M-Klasse

Als die ehemals argentinischen Zerstörer zur Flotte kamen, wurden sie der II. Torpedoboots-Flottille zugeteilt. Neben den Germania-Schiffen kamen auch sechs bei Blohm & Voss (B 97/98; B 109-B 112) und zwei bei der Hamburger Werft der AG Vulkan gefertigte Zerstörer (V 99/100) zu dieser Flottille. Die ersten vier Schiffe wurden unter Verwendung der Antriebsanlagen, die Blohm & Voss für russische Neubauten fertigte, nach dem Muster russischer Zerstörer gebaut, die Blohm & Voss mitgeplant hatte. Erster einsatzbereiter Zerstörer war die im Februar 1915 fertiggestellte B 97, der bis zum September die restlichen Boote folgten. Allerdings ging die V 99 schon am 17. August 1915 in der Ostsee verloren. Dem Untergang der V 99 nach Minentreffern ging ein Gefecht mit der Nowik und älteren russischen Zerstörern (alle mit 102-mm-Hauptgeschützen) voran, das die Unterlegenheit der Artillerie der deutschen Boote zeigte. Daher wurden die Boote der II. T-Flottille – als schlagkräftigster Torpedobootsverband der Kaiserlichen Marine – bis April 1916 auf 10,5-cm-Kanonen umgerüstet.

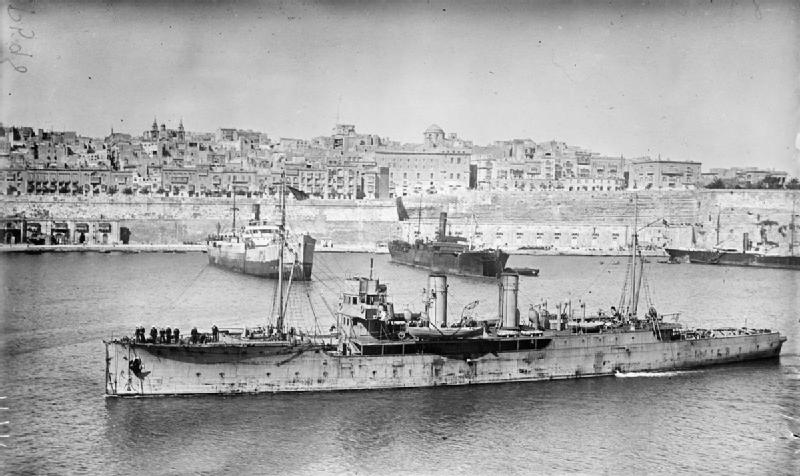
Sloop der Arabis-Klasse

Am 10. Februar 1916 kam es bei einem Vorstoß der II. Torpedobootsflottille mit der Pillau und weiteren Torpedobooten zur Doggerbank zu einem Zusammenstoß mit britischen Schiffen, was allerdings von deutscher Seite nicht richtig bewertet wurde, da vier Sloops der Flower-Klasse als Kreuzer angesprochen wurden. Drei der Germania-Boote feuerten 19 Torpedos auf den vermeintlich stärkeren Feind, aber nur die Arabis erhielt einen Torpedotreffer und sank mit 56 Mann ihrer 79-köpfigen Besatzung.
An der Seeschlacht am Skagerrak am 31. Mai/ 1. Juni 1916 nahmen die vorhandenen elf Zerstörer als II. Torpedoboots-Flottille im Verband der Aufklärungsstreitkräfte unter dem II. Führer der Torpedoboote (FdT) auf der Regensburg teil. B 109 und B 110 wurden bei der Kontrolle des dänischen Dampfers U. B. Fjord durch den britischen Kreuzer Galathea entdeckt. Die anschließenden Meldungen an die zugehörigen Sicherungskreuzer verwickelte letztlich die gegnerischen Flotten in die folgende Schlacht. Keines der Boote ging in der Schlacht verloren. Sie verloren allerdings im Lauf des Gefechts den Kontakt zur Flotte und kehrten mit anderen Torpedobooten um Skagen nach Kiel zurück.
Weitere Vorstöße in die Nordsee erfolgten noch 1916 und 1917 ohne Feindkontakt.
Im Oktober 1917 gab die Hochseeflotte Teile in die Ostsee ab, um in dem amphibischen Landungsunternehmung Operation Albion mit dem Heer die baltischen Inseln Saaremaa (Ösel), Hiiumaa (Dagö) und Muhu (Moon) zu besetzen. Zu den zum „Sonderverband Ostsee“ abgeordneten Einheiten gehörte auch die II. Torpedoboots-Flottille mit B 98 als Flottillenboot, der 4. T-Halb-Flottille mit den restlichen Blohm & Voss-Booten sowie der 3. T-Halb-Flottille mit G 101 (Führerboot), G 103, G 104 und V 100. Die Zerstörer setzen am 12. Oktober 1917 an mehreren Orten an und um die Tagga-Bucht an der Nordküste von Oesel die ersten Sturmkompanien ab, um die Landung der Haupttruppenteile von der Transporterflotte abzusichern. Die Zerstörer gaben den ersten Truppen an Land auch Artillerieunterstützung.
Am 14. Oktober brachen deutsche Torpedoboote und Zerstörer durch den für schwere Einheiten nicht passierbaren Soelo-Sund in das Kassar Wiek ein. Aufgrund starker Strömungen und ungünstiger Windverhältnisse gerieten einige Boote auf Grund, es gelang ihnen aber dennoch, den Sund von Minen zu säubern und in deutsche Hand zu bringen. Der Zerstörer G 103 erlitt bei einer Grundberührung Schäden an einer Schraubenwelle. Nachdem sie den Schutz der schweren Einheiten vor dem Sund verlassen hatten, kam es zu einem laufenden Gefecht mit den russischen Zerstörern auf einer Entfernung von 11.000 m, in dem G 103 erneut leicht beschädigt und aus dem Verband zur Beseitigung der Schäden entlassen wurde. Auf russischer Seite erlitten Grom und Sabijaka schwere sowie Pobeditel der Orfei-Klasse leichte Schäden wie auch die Konstantin.
Am 15. Oktober führten die Boote der II. Flottille und der 13. Halbflottille am östlichen Ausgang des Kassar Wiek ein Artilleriegefecht mit den überlegenen russischen Einheiten. Bei sehr schlechter Sicht zogen sich die Deutschen gegen Mittag nach Westen zurück und wichen in das flache Wasser im nördlichen Teil des Kassar Wiek aus, wo einige auf Grund liefen und sich dabei Schäden zuzogen, darunter G 101.
Nur noch sechs voll einsatzfähige Zerstörer der II. Flottille begleiteten den Rückmarsch des Führungskreuzers Emden am 23. Oktober über Libau und Kiel in die Nordsee.
Ein Einsatz am 11./12. Dezember 1917 führte dann noch zu einem Erfolg vor der norwegischen Küste, als die 3. Halbflottille mit G 101, G 103, G 104 und V 100 ein britisches Geleit vor Bergen stellte und das Geleit bis auf der Zerstörer Pellew vernichtete. Versenkt wurden der Zerstörer Partridge, vier Sicherungstrawler und sechs Handelsschiffe. Die einsatzbereiten Blohm & Voss-Boote der 4. Halbflottille waren gleichzeitig zur britischen Küste vorgestoßen und konnten vor der Tyne-Mündung zwei Dampfer sowie zwei Trawler versenken. Der Führungskreuzer Emden war mit der 11. T-Halbflottille bei Horns Riff zurückgeblieben. Am 14. Dezember lief die Emden mit allen Booten wieder in Wilhelmshaven ein.
Weitere Vorstöße, wie der am 13. April 1918 mit der Graudenz in das Skagerrak bis auf die Höhe von Hanstholm, blieben ohne Feindberührung.

### Endschicksal

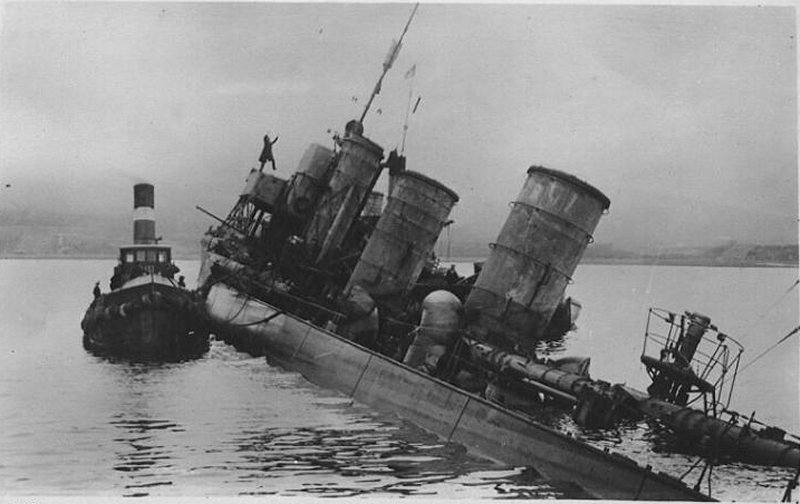
G 102 nach der misslungenen Selbstversenkung 1919 in Scapa Flow

Alle vier Argentinien-Boote waren ab dem 22. November 1918 mit der Hochseeflotte in Scapa Flow interniert und wurden dort am 21. Juni 1919 selbstversenkt, was nur bei G 102 misslang. Dieses Boot wurde 1920 der US Navy als Beute zugesprochen und G 102 am 13. Juli 1921 als Zielschiff für Bombenabwürfe bei Cape Henry versenkt. Die anderen drei Boote wurden im Winter 1925/26 gehoben und anschließend verschrottet
| Name (Argentinien) | Name (Deutschland) | Stapellauf         | Indienststellung | Verbleib                                               |
| ------------------ | ------------------ | ------------------ | ---------------- | ------------------------------------------------------ |
| Santiago           | G 101              | 12. August 1914    | 4. März 1915     | November 1918 interniert, 21. Juni 1919 selbstversenkt |
| San Luis           | G 102              | 16. September 1914 | 8. April 1915    | November 1918 interniert, Selbstversenkung verhindert, |
| Santa Fé           | G 103              | 14. November 1914  | 15. Mai 1915     | November 1918 interniert, 21. Juni 1919 selbstversenkt |
| Tucuman            | G 104              | 28. November 1914  | 5. Juni 1915     | November 1918 interniert, 21. Juni 1919 selbstversenkt |